# Sven Lönborg
Sven Erik Lönborg, född 16 mars 1871 Kristbergs socken, Östergötland, död 11 april 1959, var en svensk kulturgeograf, filosof, religionshistoriker, pedagog och rektor.

## Biografi
Lönborg blev filosofie doktor och docent vid Uppsala universitet 1897 och var därefter tillförordnad professor 1903–1905 och 1905–1923 docent vid institutionen för kulturgeografi vid Göteborgs högskola. Han var även rektor vid Göteborgs högre samskola 1904–1913 och lektor i historia och geografi i Göteborg från 1911.
Lönborg utgav en mängd skrifter i geografi, etnografik, historia, religionshistoria, pedagogik och politik. Bland hans skrifter märks Finnmarkerna i mellersta Sverige (1902), Sveriges karta, tiden till omkring 1850 (1903), Swedish maps (1907), Jesu från Nazara (1911), Religion och vetenskap (1914), Dike och Eros, människor och makter i forntidens Aten (2 band, 1920), Der Klan (1921), Fred och försvar (1925), Ekkehart (1931).
Lönborg bekämpade formalismen inom utbildningen. I sin religiösa uppfattning var han på samma gång rationalist och mystiker. Lönborg arbetade för religionens befrielse från dogmerna, för konfessionslös religionsundervisning och för religionslärares och prästers lärofrihet.
Medlem av Kungliga Vetenskaps- och Vitterhetssamhället i Göteborg.
Sven Lönborg gifte sig 1897 med folkskolläraren och författaren Augusta Lönborg, som avled 1900. I andra äktenskapet 1912 med Signe Wallberg (1878–1948) föddes dottern Agneta (1913–2011), gift med författaren Bengt Åhlén.

## Nätpublicerade skrifter
”Gamla hus och hustyper”, i Ymer. Tidskrift utgifven af svenska sällskapet för antropologi och geografi. Tjugotredje årgången, 1903. Sidorna 163–194..